# Élections municipales libyennes de 2019
Des élections locales ont eu lieu dans 20 municipalités de Libye en mars et avril 2019. La Commission centrale libyenne des élections municipales visait un total d'élections dans 68 municipalités en 2019. Avec des difficultés à organiser des élections liées à la campagne de Libye occidentale de 2019-2020, les élections n'ont pas été achevées en 2019 ; elles se sont poursuivies en 2020 ; des élections dans au moins 30 conseils supplémentaires étaient prévues pour 2021.

## Contexte
Sur les 120 conseils locaux créés en 2013, la Commission centrale libyenne des élections municipales (CCMCE), dirigée par Salem Bentahia en mars 2019, est responsable des élections dans les 92 municipalités qui ont organisé avec succès des élections avec des résultats légalement confirmés en 2014-2015, et à Zawiya, Bani Walid et Dirj, où le CCMCE a tenu des élections en 2018.

## 2019

### Mars 2019
Des élections locales ont eu lieu dans neuf municipalités du sud et de l'ouest de la Libye, dont Zuwarah, le samedi 30 mars 2019, avec un taux de participation global de 38 %.

### Avril 2019
Des élections ont eu lieu dans 11 municipalités en avril. Le samedi 20 avril, des élections locales ont eu lieu à Brak al-Shati, Edri al-Shati, al-Rahibat, Ubari, al-Garda al-Shati, al-Shwairif et Zaltan. Ghassan Salamé, chef de la Mission d'appui des Nations unies en Libye, a félicité les Libyens d'avoir réussi à organiser ces élections malgré l'offensive de 2019 en Libye occidentale. Le samedi 27 avril, des élections municipales ont eu lieu à Sabha. Les élections prévues pour Sabratha et Sorman le même jour ont été reportées par l'armée nationale libyenne. D'autres villes dans lesquelles des élections municipales ont eu lieu autour de ces dates comprenaient Wadi Otbh, al-Ghuraifa et Riqdalin.

#### Appels Sabha
Quatre appels contre les résultats de l'élection de Sabha ont abouti à une déclaration d'annulation de l'élection dans une décision judiciaire. Début novembre 2019, le juge Ibrahim Mahfouz du Tribunal de première instance de Sabha a rejeté trois des appels. Un seul circuit judiciaire ne peut examiner que trois appels sur une affaire du système judiciaire libyen, dont l'organe supérieur est le Conseil suprême de la magistrature de Libye, qui est resté unifié pendant la Deuxième guerre civile libyenne.

### Mai 2019
L'inscription des électeurs par SMS a été rouverte par le CCMCE le 14 mai pour Misrata, Sabratha, Al Khums, Msallata, Jufra, Tarhuna, le sud de Zaouïa, Koufra, Ghat et huit municipalités du Djebel Nefoussa, dont Asbi'a, Al-Haraba, Kikla, Kabaw.

## 2020

### Août 2020
À la mi-août 2020, des élections municipales ont eu lieu à Ghat, les premières élections locales libyennes pour 2020.
Des élections municipales devaient avoir lieu le 25 août 2020 à Traghan. Une milice affiliée à l'Armée nationale libyenne a empêché l'élection d'avoir lieu.
Le conseil élu de Sebha a été rétabli au pouvoir en août 2020 à la suite d'une décision judiciaire. Le gouvernement d'entente nationale avait précédemment remplacé le conseil Sabha élu par un conseil temporaire.

### Septembre 2020
Le 2 septembre 2020, des plans pour que le CCMCE organise des élections municipales avec le soutien de la communauté locale dans 15 municipalités de la partie (est) contrôlée par l'ANL de la Libye, dont Derna et Gubba, ont été annoncés à Benghazi par le porte-parole du CCMCE Khaled Younis.
Les élections ont eu lieu à Misrata le 3 septembre avec le soutien du CCMCE.
Le 23 septembre, les habitants de Gharyan ont protesté, appelant à la tenue d'élections municipales.

### Octobre 2020
Les élections des conseils municipaux d'Al-Haraba, Giado, Kabaw et Zaouïa dans l'ouest de la Libye étaient prévues pour le 15 octobre.

### Décembre 2020
Des élections municipales à ar-Rajban et Zaouïa ont eu lieu le 21 décembre 2020.

## 2021

### Janvier 2021
Les quatre premières élections municipales de 2021 ont eu lieu le 7 janvier dans les villes de Gasr Akhyar et Zliten, ainsi que dans les municipalités de Hay al-Andalus et Swani Bin Adam à Tripoli.
Le 11 janvier, les premières élections municipales du cycle électoral ont eu lieu dans l'est de la Libye, auprès des conseils d'Awjila, Jalu et Jikharra[citation nécessaire].
Le vote s'est poursuivi le 23 janvier dans la banlieue de Garabulli à Tripoli et une reprise dans deux enceintes de Swani Bin Adam.